# Данзын-оол, Светлана Баировна
Светлана Баировна Данзын-оол (род. 12 марта 1944, село Эрзин, Тувинская Народная Республика (ныне в составе Эрзинского района Тувинской Народной Республики Российской Федерации)) — тувинский советский российский журналист. Член Союза журналистов России (с 1977), Заслуженный работник культуры Республики Тыва (1999), Заслуженный журналист Республики Тыва.

## Биография
Родилась в с. Эрзин. Выросла в многодетной семье сельских интеллигентов. Училась в Кызылском музыкальном училище, в Кызылском педагогическом училище (1966—1969). Окончила Кызылский государственный педагогический институт (1975). В 1969 работала в комитете по радиовещанию и телевидению при Совете Министров Тувинской АССР. Прошла стажировку в Институте повышения квалификации Центрального телевидения. С 1969 на Тувинском радио и телевидении (звукооператор радиовещания, редактор телевидения, корреспондент редакции народного хозяйства, редактор детско-молодежных передач ТВ, редактором молодёжных передач РВ), с 2003 начальник муниципального архива Тере-Хольского кожууна Республики Тыва. В 2005—2019 гг. работала учителем в Центре дополнительного образования «Эврика» Кызылского кожууна Республики Тыва. Первая журналистка радио, которая вышла в «прямой эфир». С. Б. Данзын-оол освещала актуальные проблемы молодёжи, их образование, трудоустройство и жилищные вопросы. Особенно ей удавалась подростковая тематика. Она приглашала на свои передачи разных специалистов, которые адресно отвечали на вопросы респондентов. С. Б. Данзын-оол — одна из основателей муниципальной общественно-политической газеты «Тарыс». В 2018 году по её инициативе и активном участии увидел свет журнал «Тыва мода», который сразу завоевал интерес начинающих мастериц по шитью тувинской национальной стилизованной одежды.

## Творчество
Рубрики авторских радиопередач:
«Хензиглер» (клуб для детей дошкольного возраста),
«Салгал»(«Наследники»),
«Чалыы назын» («Юность») (школьная тема),
«Аныяндан адын камна» («Береги честь смолоду»)(молодежная тема)
«Ук-ызыгуурум» («Моя родословная»),
«Чинчи-Шуру», («Ожерелье»)
«Оттук-даштыг орлан эр» (молодежная тема)
«Аныяк удуртукчунун микрофону».

### Основные публикации
1. Данзын-оол, С. Ажык кичээлдерге : школа : арга — дуржулга, бөлгүмнер, сактыышкыннар / С.Данзын-оол // Шын. — 2008. — Июнь 17.
2. Данзын-оол, С. Ажыктыг мөөрей : [«Эврика» немелде — өөредилге төвүнге эрткен «Уругларга чүрээм бердим» деп мөөрейниң дугайында] / С.Данзын-оол // Вести Кызылского кожууна. — 2009. — Март 5.
3.Данзын-оол, С. Ажыктыг ужуражылга : [Ария Араптановна Алдын -оол — биле Сукпак орт. шк. өөреникчилериниӊ ужуражылгазы] / С. Данзын-оол // Тыва Республика — 2006. — Нояб. 18-25.
4. Данзын-оол, С. Башкымга мөгейдим : [РФ-тиң база РТ-ниң алдарлыг башкызы Б. И. Араптанның дугайында] / С. Данзын-оол // Тыв. аныяктары. — 2008. — Февр. 13-19.
5.Данзын-оол, С. Баштайгы доозукчулары ава — ачалар апарза — даа, кээп турарлар : [Кызыл кожуунда немелде өөредилге төвү "Эвриканыӊ " дугайында] / С.Данзын-оол // Тыв. аныяктары. — 2006. — Окт. 12-18.
6.Данзын-оол, С. Буянныг оран — «Эврика» төвү : [Кызыл кожуунда немелде өөредилге албанының дугайында] / С.Данзын-оол // Тыв. аныяктары. — 2008. — Окт. 29- нояб. 4.
7.Данзын-оол, С. Буянныг оран — «Эврика» төвү : [өөредилге төвүнде] / С.Данзын-оол // Вести Кызылского кожууна. — 2008. — Окт.-нояб. (№ 18) ; Эне сөзү. — 2008. — Нояб. 10-16.
8.Данзын-оол, С. Буянныг өгбелерниң юбилейи : 100 чыл болгаш 100 хар : [Анна Намбыраловна, Иван Ивандаевич Торжуларның дугайында] / С.Данзын-оол // Эне сөзү. — 2011. — Март 17-23.
9.Данзын-оол, С. Коллективим — чоргааралым : Тыва радио — 75 чыл / С.Данзын-оол // Тыва солун. −2011. — Нояб. 24.
10.Данзын-оол, С. Кыс ыраажылар Богда — Бурганга бараалгаан… : [Сайын -Хоо Намчылак биле Чодураа Туматтың эрттирген концерттиниң дугайында] / С.Данзын-оол // Эне сөзү. — 2011. — Май 5-11.
11.Данзын-оол, С. Малчын аалдарга чедип… : [ТР — ниң Чазааның Даргазы Л. Д. Шимитке инновация угланыышкынныг төлевилелди амыдыралга боттандырары-биле грантыны тывыскан] / С.Данзын-оол // Шын. — 2011. — Февр. 17.
12.Данзын-оол, С. Миллионер школа : [Сукпак орт. шк. дугайында] / С.Данзын-оол // Тыва Республика. — 2006. — Сент. 16.
13.Данзын-оол, С. Мурнакчы үзел — соруктуг кыстарывыс : [Сайын — Хоо Намчылактың дугайында] / С.Данзын-оол // Тыв. аныяктары. — 2011. — Май 5-11.
14.Данзын-оол, С. Орус — тыва чоннарның найыралы : [Солаан Базыр -оол аттыг культура бажыңынга «Орус культура хүнү» деп фестивальды организастаан] / С.Данзын-оол // Тыва солун. — 2011. — Окт. 28.
15.Данзын-оол, С. Өг — бүле мөөрейи : [«Авам, ачам, мен — чогаадыкчы өг — бүле» деп мөөрей «Эврика» деп уруглар төвүнге болган] / С.Данзын-оол // Эне сөзү. — 2011. — Нояб. 24-30.
16.Данзын-оол, С. Төрээн Тывазының төлептиг кадрлары бооп : [Россияның студентилер хүнүнде Сукпак шк. ужуражылга болуп эрткен] / С.Данзын-оол // Тыв. аныяктары. — 2009. — Февр.18-март 3.
17.Данзын-оол, С. Б. Уран-шеверлер бөлгүмүнүң удуртукчузу : [«Эврика» уруглар төвүнде ыяш чазаар бөлгүмнүң удуртукчузу О. Д. Монгуштуң дугайында] / С. Б. Данзын — оол // Башкы. — 2011. — № 3. — Ар. 88.
18.Данзын-оол, С. Уттундурбас аас — кежиктиг буянныг хүннери : журналистиӊ орук демдеглели : [1945 чылда Чырыткылыг XIV Далай — Лама Башкы Моолга Калачакра ёзулалын эрттирген] / С.Данзын-оол // Шын. — 2007. — Дек. 13.
19.Данзын-оол, С. Уттундурбас кайгамчык чылдар : [эш — өөрүм дугайында] / С.Данзын-оол // Шын. — 2011. — Дек. 22.
20.Данзын-оол, С. Уян үннүг япон өңнүктер : [«Каргыраа» деп тыва -япон найырал төвүнүң «Музыка кызыгаар чок» деп концерти болуп эрткен] / С.Данзын-оол // Эне сөзү. — 2011. — Март 31 — апр. 6.
21.Данзын-оол, С. Б. Час мөөрейи «Мисс — 2011» : [«Эврика» уруглар төвүнге «Мисс — 2011» мөөрей болуп эрткен] / С.Данзын-оол // Сылдысчыгаш. — 2011. — Апр. 12.
22.Данзын-оол, С. Уян үннүг япон өңнүктер : [«Каргыраа» деп тыва -япон найырал төвү ажыттынган] / С.Данзын-оол // Тыва солун. — 2011. — Апр. 22.
23.Данзын-оол, С. Хепти эр кижилер аргып эгелээш, чалгаарай бергеш, херээженнерге хүлээдип берген. Солун семинардан эскериглер : [немелде өөредилге төвү «Эврикага» болуп эрткен семинар дугайында] / С. Данзын -оол // Урянхай — Неделя. — 2006. — Март 23.
24.Данзын-оол, С. Чаа аргаларны чугаалашкан : [Кызыл кожууннуӊ Сукпак суурунда «Колосок» уруглар садында бо чылын бир чаа чүүл немешкен. Ол «Ойнаарактыг оюн — тоглаа» деп эртем ажылыныӊ шенелдезин ында чорудуп эгелээниниӊ дугайында] / С.Данзын-оол // Шын. — 2007. — Янв. 18.
25.Данзын-оол, С. Чалыы — шаавыс сактып… : Тес — Хемге хоочуннар слёду / С.Данзын-оол // Шын. — 2011. — Июль 21.
26. Данзын-оол, С. Б. Час мөөрейи «Мисс — 2011» : [«Эврика» уруглар төвүнге «Мисс — 2011» мөөрей болуп эрткен] / С. Б. Данзын-оол // Сылдысчыгаш. — 2011. — Апр. 12.
27.Данзын-оол, С. «Чаштар делегейи» деп байыр — найыр : июль 1 — Уруглар камгалалының хүнү / С.Данзын-оол // Эне сөзү. — 2009. — Июнь 1-7.
28.Данзын-оол, С. Б. Чуректерге шыгжап артаал : [эрес — кежээ, кайгамчык кижи К. М. Сувандииниӊ дугайында сактыышкын] / С. Б. Данзын -оол // Шын. — 2019. — Авг.15.
29.Данзын-оол, С. Чуртталгамның уязы : мөөрейге : [Кызыл хоорайның 95 чылынга] / С.Данзын-оол // Шын. — 2009. — Авг. 29 ; Эне сөзү. — 2009. — Сент. 18-24.
30.Данзын-оол, С. Ынакшылдыӊ алды чүзүнү бар. А чогум ынакшыл деп чүл? : [Кызыл кожууннуӊ Сукпак орт. шк. 11 «а» класстыӊ удуртукчу башкызы Ірэнчаа Аптыыныӊ «Ынакшылдыӊ алды өӊү» деп кичээлиниӊ ̧дугайында] / С.Данзын-оол // Тыв. аныяктары. — 2007. — Янв. 11-17.
31.Данзын-оол, С. Ырла — ла, ырла, Надя! : [ТР — ниң, РФ — тиң алдарлыг арт. Надежда Шойгунуң бенефис — концерти күрүне филармониязынга болуп эрткен] / С.Данзын-оол // Тыв. аныяктары. — 2009. — Дек. 30-янв. 12.
32.Данзын-оол, С. Ыяш ээзи дээрже ужа бээр… : [«Эврика» уруглар төвүнде ыяш — биле чазаныр бөлгүмнүң удуртукчузу Орлан Даңды — оолович Монгуштуң дугайында] / С.Данзын-оол // Тыв. аныяктары. — 2011. — Февр. 3-9 ; Февр. 10-16.
33.Данзын-оол, С. Эки кылган ажыл, элеп читпес алдар : [А. О. Дыртык- оолдуң «Тывага музейниң ажыл — чорудулгазының төөгүзү» деп номунга хамаарыштыр] / С.Данзын-оол // Эне сөзү. — 2008. — Июнь 1-7.
34.Данзын-оол, С. Эмнелгени канчап хаар боор : социал — камгалал айтырыглары : [Сукпак суурда аарыг улус чыдар эмнелгени хаар деп турар] / С.Данзын-оол // Эне сөзү. — 2011. — Апр. 19.
35.Данзын-оол, С. Эрткен үевис — төөгүвүс : ТАР — ның 90 чылынга : [пенсионерлериниң 2 — ги слёду ТАР — ның 90 чылынга тураскааткан] / С.Данзын-оол // Эне сөзү. — 2011. — Июль 28 — авг. 3 ; Тыв. аныяктары. −2011. — Июль 21-27.
36.Данзын-оол, С. Эфир чалгыының ачызы : [тыва телерадиокомпанияга 1969 чылдан 2003 чылга чедир ажылдаан кижизидилге темазынга даянган дамчыдылгаларны хөйү — биле белеткеп ажылдап кылып турганының дугайында] / С.Данзын-оол // Улаачы. — 2009. — Дек. 29.
37. Ширап, М. Аныяк салгал : [Сукпак орт. шк. өөредилге — кижизидилге ажылдарының дугайында интервью / С.Данзын-оол алган] / М. Ширап // Эне сөзү. — 2008. — Дек. 22-31.

## Награды и звания
Заслуженный работник культуры Республики Тыва (1999),
Заслуженный журналист Республики Тыва,
Кавалер Ордена милосердия (фонд «Дети России», 1995 г.)